# 松尾伸也
松尾 伸也（まつお しんや、1968年 - ）は、日本の社会起業家。

## 来歴・人物
主に日本人を世界に宣揚している団体に積極的に参加し活動している社会企業家。また、世界、特にASEANに進出又は進出しようとする企業に対し、経営コンサルティングとして、渡航後の行政とのパイプ作りや資金調達を含め、指導や助言を行っているほか、株式会社レーシーを起業し破産管財人の弁護士との共同作業により、破産者の不動産案件を中心とした破産管財物件を競売前に任意に処理し破産者を再生する事業をおこなっていた。

## その他の主な役職
- 特定非営利活動法人日台経済人の会 理事長[2]
- 日中国会議員書画展実行委員会 会長[3]
- 特定非営利活動法人ローハスクラブ元 理事[4]
- 広東熊何律師事務所（広東くま法律事務所）顧問[5][6]
- 澳门睿思贸易有限公司 顧問
- 一般社団法人白団顕彰会 専務理事[7]
- 株式会社レーシー 代表取締役[8]
- 医療法人社団 良徳会 理事
- 一般社団法人インターナショナル アグリカルチャー アカデミー 代表理事[9]
- 一般社団法人在日スリランカ商工会議所 理事長[10]